# Crapaud Hall River
Der Crapaud Hall River (auch: Ste Marie River) ist ein Fluss im Nordosten von Dominica im Parish Saint Andrew.

## Geographie
Der Crapaud Hall River entspringt im Nordosthang des Mang Peak und erhält Zuflüsse aus dem Nordhang der Pagua Hills (Bambou River ⊙).
Er verläuft in einem Nord-Bogen von Süden nach Osten, wobei der Morne Concorde den Lauf bestimmt. Bei Crapaud Hall ändert der Fluss dann die Richtung und verläuft von dort stetig nach Nordosten entlang der Südflanke des Morne Concorde. Bei Crapaud Hall (Coporal) erhält er aus der Flanke des Morne Concorde Zufluss von Kitty Gutter River und wenig später von Bellyfull River.
Bei Hatton Garden Estate mündet er in den Pagua River, kurz bevor dieser selbst in die Pagua Bay mündet. In geringer Entfernung mündet auch der Marecha River als nördlicher Nachbar in die Pagua Bay.
Die Quellen entspringen im Northern Forest Reserve. Sie liegen auf 700 m über dem Meer.
Der Crapaud Hall River gilt als der „Kälteste Fluss“ auf Dominica.